# Filodrillia tricarinata
Filodrillia tricarinata é uma espécie de gastrópode do gênero Filodrillia, pertencente à família Borsoniidae.